# كهف بوري
بري (بالآيسلندية: Búri)‏ هو كهف حمم يقع في شبه الجزيرة الجنوبية جنوب شرق آيسلندا، ويبعد 28 ميلًا جنوب شرق العاصمة ريكيافيك.

## تكوين
يقع الكهف في مسار للحمم، وتكون عن طريق تدفقها من خلاله ،حيث يبرد جدار الكهف بشكل أسرع من الحمم، التي تسقط في حفرة يبلغ عمقها 56 قدمًا (17 مترًا) ، تبلغ مساحة أكبر حجرة 32 قدمًا (9.8 م)، وتقع في نهاية الكهف الذي يبلغ طوله 0.65 ميل (1.05 كم).
يقع مدخل الكهف على منحدر مغطى جزئيًا بالصخور، لذاك يوصى بشدة بارتداء الخوذة.  تقدم المنظمات السياحية المحلية رحلات إرشادية إلى الكهف، إلا أن الكهف أغلق في عام 2014 من قبل أهالي المنطقة بالتعاون مع جمعية الكهوف الأيسلندية.